# Anno Domini
L'espressione Anno Domini (abbreviata in A.D.) significa 'nell'anno del Signore' e viene utilizzata per denotare la numerazione degli anni a partire da quello in cui avrebbero avuto luogo l'incarnazione e la nascita di Gesù; è la numerazione usata dal calendario giuliano e dal calendario gregoriano. 
Si utilizza anche d.C. (dopo la nascita di Cristo, datata all'anno 1 a.C.) in opposizione ad a.C. (avanti Cristo): in ogni caso più è basso il numero più la data è vicina all'anno che la tradizione cristiana considera come quello della nascita di Cristo, più è alto il numero (sia esso seguito da a.C. o da d.C.) più è lontana la data da quella di riferimento (1 a.C.).

## Nomenclatura
Anno Domini è abbreviazione sia della formula latina anno ab Incarnatione Domini nostri Iesu Christi (cioè "anno dall'Incarnazione del nostro Signore Gesù Cristo"), sia della formula anno a Nativitate Domini nostri Iesu Christi (cioè "anno dalla Natività di nostro Signore Gesù Cristo").
La numerazione degli anni secondo l'Anno Domini è dominante in molti paesi del mondo, sia per gli usi commerciali sia per quelli scientifici. Da alcuni decenni, anzi, essa è lo standard di riferimento, riconosciuto da istituzioni internazionali come le Nazioni Unite e l'Unione Postale Universale, le quali suggeriscono ai propri uffici di accompagnare anche tale datazione a qualsivoglia altra datazione scelta nell'estensione dei propri documenti.

## Storia

### Usi precedenti
Il computo degli anni nell'impero romano utilizzava vari sistemi, fra cui denotare ogni anno con il nome dei consoli in carica (datazione consolare, in uso esclusivo per tutta l'età repubblicana), fare riferimento alla fondazione di Roma (datazione ab Urbe condita, abbreviato a. U. c.) o all'inizio del regno di un imperatore. Particolarmente usate furono la salita al trono imperiale di Augusto (27 a.C.), che segnò l'inizio dell'impero romano ("Era dei Cesari"), e quella di Diocleziano (284), datazione chiamata anche "Era dei Martiri", perché sotto Diocleziano vi fu la più sanguinosa persecuzione dei cristiani.
I primi cristiani usarono molti metodi per indicare uno specifico anno - ed era comune usarne più di uno nello stesso documento. Questa ridondanza permette agli storici di costruire cronologie comparative tra cronache di regioni diverse. Le datazioni più usate erano la datazione consolare, la datazione dell'anno di regno dell'imperatore, e la datazione dalla Creazione.
L'uso della datazione consolare ebbe termine quando l'imperatore Giustiniano I interruppe la nomina dei consoli, a metà del VI secolo, imponendo l'uso della datazione basata sull'anno di regno dell'imperatore (l'ultimo romano a essere nominato console fu Anicius Faustus Albinus Basilius nel 541). Anche la Santa Sede, che durante tutto il Medioevo fu in contatto regolare con l'impero bizantino, seguiva la datazione imperiale.
Diversi cronisti bizantini, come Teofane (758-817/818), mantennero l'uso giudaico-cristiano di iniziare la datazione dalla data della creazione come calcolata da studiosi cristiani nei primi cinque secoli dopo Cristo. Queste ere, a volte chiamate Anno Mundi (cioè "anno del mondo", abbreviato AM) da studiosi moderni, ebbero i loro propri disaccordi. Nessun singolo Anno Mundi era dominante. Una formulazione molto diffusa era quella stabilita da Eusebio di Cesarea (265-340 circa), storico greco del tempo di Costantino I. San Girolamo, che tradusse in latino la Bibbia, aiutò a popolarizzare l'Anno Mundi di Eusebio in Occidente.

### Origine e diffusione della datazione "Anno Domini"
I calcoli cronografici alla base del sistema dell'Anno Domini (la cosiddetta era cristiana) furono sviluppati a Roma nel 525 da un monaco scita, chiamato Dionigi il Piccolo, come una conseguenza del suo lavoro sul calcolo della Pasqua. Secondo i suoi calcoli, l'Annunciazione e l'Incarnazione di Gesù erano accadute il 25 marzo dell'anno 753 dalla fondazione di Roma. Tale anno venne quindi adottato come anno 1 a.C. (calendario giuliano).
Precedentemente, intorno all'anno 400, un monaco alessandrino, Anniano, aveva sviluppato un calcolo diverso, ponendo l'Annunciazione al 25 marzo del 9 d.C. Questa datazione era quella prevalente in Oriente durante i primi secoli dell'Impero Bizantino, ed è usata ancor oggi in Etiopia, producendo 7 o 8 anni di discrepanza tra il calendario gregoriano e il calendario etiopico.

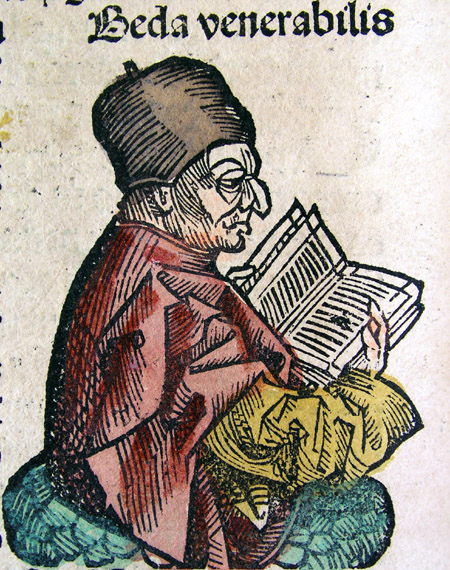
Beda il Venerabile in un codice medievale

Il primo storico o cronista a usare l'Anno Domini come suo meccanismo di datazione primario fu Vittore di Tonnenna, cronista africano del VII secolo. Alcune generazioni più tardi, lo storico anglosassone Beda il Venerabile che aveva familiarizzato col lavoro di Dionigi, usò anche l'Anno Domini nella datazione della sua Historia ecclesiastica gentis Anglorum, finita di comporre nel 731; Beda stabilì lo standard per gli storici di non contare nessun anno zero, anche se lui usò lo zero nel suo computo. Beda, a differenza di Dionigi, considerò tuttavia come inizio dell'Anno Domini la data della nascita di Gesù, e non il suo concepimento.
Sul continente europeo, l'Anno Domini fu adottato dal rinascimento carolingio per opera di Alcuino. L'adesione all'uso di Carlo Magno e dei suoi successori, che lo diffusero ultimamente in tutto l'Impero carolingio, ha fatto sì che questa convenzione di computo giungesse sino al giorno d'oggi.
Fuori dell'Impero carolingio, la Spagna continuò a datare dall'Era dei Cesari, o Era ispanica, fino al Medioevo inoltrato, fissandone l'inizio al 38 a.C. L'Era dei Martiri, che numerava gli anni dal 284, anno della salita al trono di Diocleziano, restò in largo uso in Oriente ed è ancora usata ufficialmente dal calendario copto e dalla Chiesa etiopica. Un altro sistema era datare dalla crocifissione di Gesù, che Ippolito e Tertulliano ritenevano fosse avvenuta durante il consolato dei Gemelli (29 d.C.), ed è usato occasionalmente nei manoscritti medievali.
Anche se l'espressione Anno Domini era di uso assai comune già dal IX secolo, l'uso di contare gli anni avanti Cristo venne introdotto soltanto nel XVIII secolo.

### Anno zero
Nella numerazione degli anni dalla nascita di Cristo, naturalmente non esiste l'anno zero, perciò si passa direttamente dall'1 a.C. all'1 d.C.
Così, il 1º gennaio dell'anno 1 segna l'inizio del primo anno, del primo decennio, del primo secolo, del primo millennio, che finiscono rispettivamente il 31 dicembre dell'anno 1, dell'anno 10, 100, 1000 e così via. Sicché il XX secolo e il II millennio sono finiti il 31 dicembre 2000, il XXI secolo e il III millennio sono cominciati il 1º gennaio 2001.
Tuttavia, per semplificare i calcoli delle effemeridi, gli astronomi usano una numerazione che non salta lo zero e indica gli anni precedenti con numeri negativi: quindi l'anno 0 corrisponde all'1 a.C., il -1 al 2 a.C., e così via.

## Stili di datazione del Medioevo e del Rinascimento
La scelta della data (mese e giorno), in cui fare cominciare l'anno si dice stile di datazione. Fino al XVII secolo lo stile di datazione era governato da usanze locali. Lo stile moderno o "della circoncisione", secondo cui l'anno comincia il primo gennaio, era già stata utilizzata da Giulio Cesare, ma si diffuse solo nel XVI secolo, sostituendo gradualmente gli usi locali. Venne adottato in Germania nel 1544, in Francia nel 1564, nello Stato della Chiesa nel 1582 con la riforma gregoriana del calendario. In Scozia, poi, fu adottato nel 1600 e in Inghilterra solo nel 1752.
Durante il Medioevo l'uso prevalente era quello di far cominciare l'anno il 25 marzo, giorno dell'Incarnazione di Gesù secondo il calendario liturgico (festa dell'Annunciazione). La formula completa era "annus ab incarnatione Domini nostri Jesu Christi".
Ciò, tuttavia, si prestava a un'ambiguità di un anno nella corrispondenza delle date con quelle dello stile moderno. A Firenze era in vigore lo stile fiorentino, secondo il quale i giorni dal 1º gennaio al 25 marzo erano assegnati all'anno antecedente secondo lo stile moderno. Anche a Pisa l'anno aveva inizio il 25 marzo, ma il computo degli anni coincideva con quello dello stile moderno solo dal 1º gennaio al 25 marzo, mentre dopo tale data l'anno era quello successivo a quello ancora in vigore nello stile moderno. L'anno pisano, cioè, aveva avuto inizio dal 25 marzo dell'anno precedente e pertanto lo stile pisano comportava una differenza di un anno esatto rispetto allo stile fiorentino.
In diverse regioni d'Italia, in particolare ad Arezzo e a Roma, prevalse però lo stile di datazione che faceva cominciare l'anno dal 25 dicembre ("annus a Nativitate Domini nostri Jesu Christi").
Fu in uso anche uno stile veneto che faceva cominciare l'anno il 1º marzo, con gli anni computati in modo simile allo stile fiorentino.

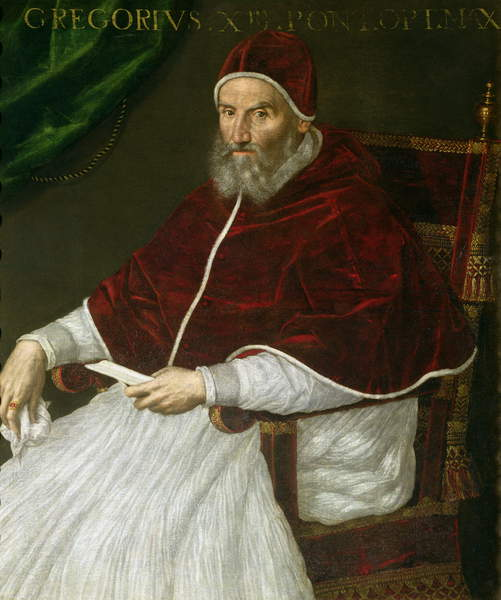
Papa Gregorio XIII introdusse il calendario gregoriano e favorì l'adozione universale dell'annus a Nativitate

## Altre denominazioni equivalenti
In italiano, anziché "Anno Domini", si usa in genere l'espressione "dopo Cristo", abbreviata in "d.C.".

### Era volgare
Per evitare il riferimento al Cristianesimo pur mantenendo la datazione cristiana fu introdotta l'espressione vulgaris era in italiano "era volgare", abbreviata in "e.V."; nei paesi anglosassoni "common era", abbreviata in "C.E.".
Le seguenti espressioni sono quindi equivalenti:
2007 A.D., 2007 d.C., 2007 C.E., 2007 e.V.
In lingua inglese, in modo simile all'uso latino, si inserisce l'abbreviazione prima del numero dell'anno per AD, per esempio: AD 2006.

### Anno Salutis
Anno Salutis, spesso tradotto dal latino come "nell'anno di grazia" o "nell'anno della salvezza", è un'espressione equivalente ad Anno Domini, perché per il cristianesimo la nascita di Gesù segnò l'inizio della salvezza.
Si tratta di un'espressione usata fino al XVIII secolo. Si usa spesso in una forma più elaborata come Anno Nostrae Salutis ("nell'anno della nostra salvezza"), Anno Salutis Humanae ("nell'anno della salvezza degli uomini), Anno Reparatae Salutis ("nell'anno della salvezza compiuta").

## Accuratezza della datazione
I Vangeli non indicano in modo preciso la data di nascita di Gesù (né l'anno, né il giorno). È possibile tuttavia ricavare da essi alcune indicazioni. In base a queste, verso l'anno 527, il monaco Dionigi il Piccolo  calcolò che la nascita di Cristo fosse avvenuta 753 anni dopo l'anno della fondazione di Roma, e introdusse l'uso di contare gli anni da quella data.